# (20082) 1994 EG7
1994 إي جي 7 (ويعرف أيضًا باسم (20082) 1994 إي جي 7 وفق تسمية الكوكب الصغير) (بالإنجليزية: 1994 EG7)‏ هو كويكب ضمن حزام الكويكبات؛ وترتيبه 20082 من حيث الاكتشاف.
اكتُشف هذا الجُرم الفلكي بواسطة إيريك والتر إلست في 9 مارس 1994.

## وصلات خارجية
- (20082) 1994 EG7 في قاعدة بيانات مختبر الدفع النفاث لأجرام النظام الشمسي الصغيرة

- الاكتشاف · مخطط المدار ·  العناصر المدارية · المعلمات المادية

- (20082) 1994 EG7 على موقع ويكي سكاي: DSS2, SDSS, GALEX, IRAS, Hydrogen α, X-Ray, Astrophoto, Sky Map, Articles and images